# دانيال خاركي
دانيال خاركي (بالإسبانية: Daniel Jarque) ‏(1 يناير 1983 - 8 أغسطس 2009) لاعب كرة قدم إسباني، كان يلعب كوسط مدافع مع نادي إسبانيول حتى وفاته من جراء نوبة قلبية عن عمر ناهز 26 عاما.

## نشأته
ولد في برشلونة بكتالونيا وأنتج نظام الشباب المحلي بنادي إسبانيول الدوري الأسباني لأول مرة مع نادي مسقط رأسه في 20 أكتوبر 2002، في مباراة ضد ريكرياتيفو خلال موسم 2002-03. [ 2 ] وبعد 15 مباراة في حملتين جنبا إلى جنب، وقال انه ذهب إلى ان تصبح الدعامة الأساسية الدفاعية للفريق الذي فاز في طبعة عام 2006 من بطولة كوبا ديل ري. [ 3 ] في 18 سبتمبر 2005، وسجل هدف المباراة الوحيد لمساعدة الجنود هزيمة ريال مدريد.

## أبرز الأندية التي لعبها
لعب مع نادي إسبانيول حتى 2009

## وفاته
توفي في 8 أغسطس عام 2009 بسبب أزمة قلبية.

## روابط خارجية
- دانيال خاركي على موقع قاعدة بيانات كرة القدم.إي يو (الإنجليزية)
- دانيال خاركي على موقع ليكيب (الفرنسية)
- دانيال خاركي على موقع Soccerbase.com (لاعب) (الإنجليزية)
- دانيال خاركي على موقع Soccerway.com (الإنجليزية)
- دانيال خاركي على موقع عالم كرة القدم.نت (الإنجليزية)
- دانيال خاركي على موقع كووورة